# Coryphantha echinoidea
Coryphantha echinoidea ist eine Pflanzenart in der Gattung Coryphantha aus der Familie der Kakteengewächse (Cactaceae). Das Artepitheton echinoidea leitet sich von den griechischen Worten echinos für ‚Igel‘ sowie -oides für ‚ähnlich‘ ab und verweist auf den stachligen Habitus der Art.

## Beschreibung
Coryphantha echinoidea wächst einzeln. Die kugelförmigen  opak-grünen Triebe erreichen bei Durchmessern von 5 bis 6 Zentimetern ebensolche Wuchshöhen. Die bis zu 10 Millimeter hohen, locker gestellten Warzen sind konisch. Einige von ihnen sind gestutzt. Junge Axillen sind wenig bewollt, später sind sie kahl. Die ein bis drei rötlichen bis bräunlichen, pfriemlichen, steifen  Mitteldornen sind gerade oder wenig abwärts gebogen und 1,1 bis 1,6 Zentimeter lang. Sie sind dunkler gespitzt. Die 20 bis 24 weißen bis grauen, dunkler gespitzten  Randdornen sind nadelig, biegbar, gerade bis wenig abwärts gebogen und weisen eine Länge von 1 bis 1,4 Zentimeter auf.
Die rosafarbenen bis zitronengelben Blüten erreichen Durchmesser von 3,5 bis 5 Zentimeter. Die breit keulenförmigen Früchte sind opak-grün und bis zu 1,5 Zentimeter lang.

## Verbreitung, Systematik und  Gefährdung
Coryphantha echinoidea ist in den mexikanischen Bundesstaaten  San Luis Potosí und eventuell Durango an Abhängen mit Kalkschotter verbreitet.
Die Erstbeschreibung als Mammillaria echinoidea durch Leopold Quehl wurde 1913 veröffentlicht. Nathaniel Lord Britton und Joseph Nelson Rose stellten die Art 1923 in die Gattung Coryphantha.
Coryphantha echinoidea wird in der Roten Liste gefährdeter Arten der IUCN als „Least Concern (LC)“, d. h. nicht gefährdet, eingestuft.

## Nachweise